# 1 Arietis
1 Arietis, som är stjärnans Flamsteed-beteckning, är en dubbelstjärna belägen i den mellersta delen av stjärnbilden Väduren. Den har en kombinerad skenbar magnitud på ca 5,86 och är svagt synlig för blotta ögat där ljusföroreningar ej förekommer. Baserat på parallaxmätning inom Hipparcosuppdraget på ca 5,6 mas, beräknas den befinna sig på ett avstånd på ca 590 ljusår (ca 180 parsek) från solen. Den rör sig bort från solen med en heliocentrisk radialhastighet av ca 7 km/s.

## Egenskaper
Primärstjärnan 1 Arietis A är en orange till gul jättestjärna av spektralklass K1 III. Den har en radie som är ca 13 solradier och utsänder ca 142 gånger mera energi än solen från dess fotosfär vid en effektiv temperatur av ca 3 500 - 5 000  K.
Följeslagaren, 1 Arietis B, är en stjärna i huvudserien av magnitud 7,20 och med spektralklass A6 V. Helmut Abt (1985) hade denna stjärna klassificerad som A3 IV, som en mer utvecklad underjätte.  År 2016 hade följeslagaren en vinkelseparation av 2,90 bågsekunder vid en lägesvinkel på 165° från primärstjärnan.